# Białystok Wiadukt

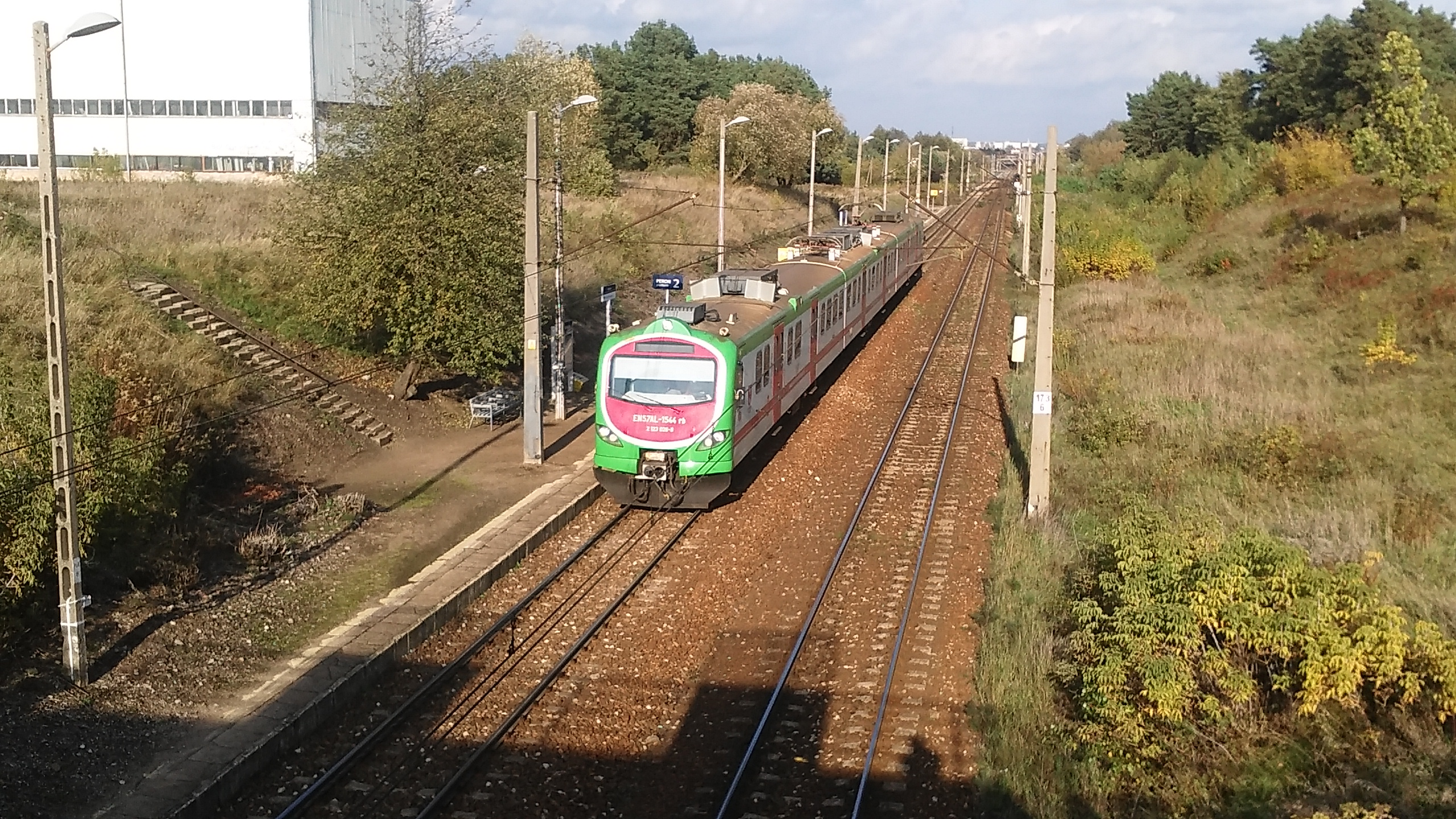
Pociąg Przewozów Regionalnych Białystok – Szepietowo stoi przy peronie 2 (2019)

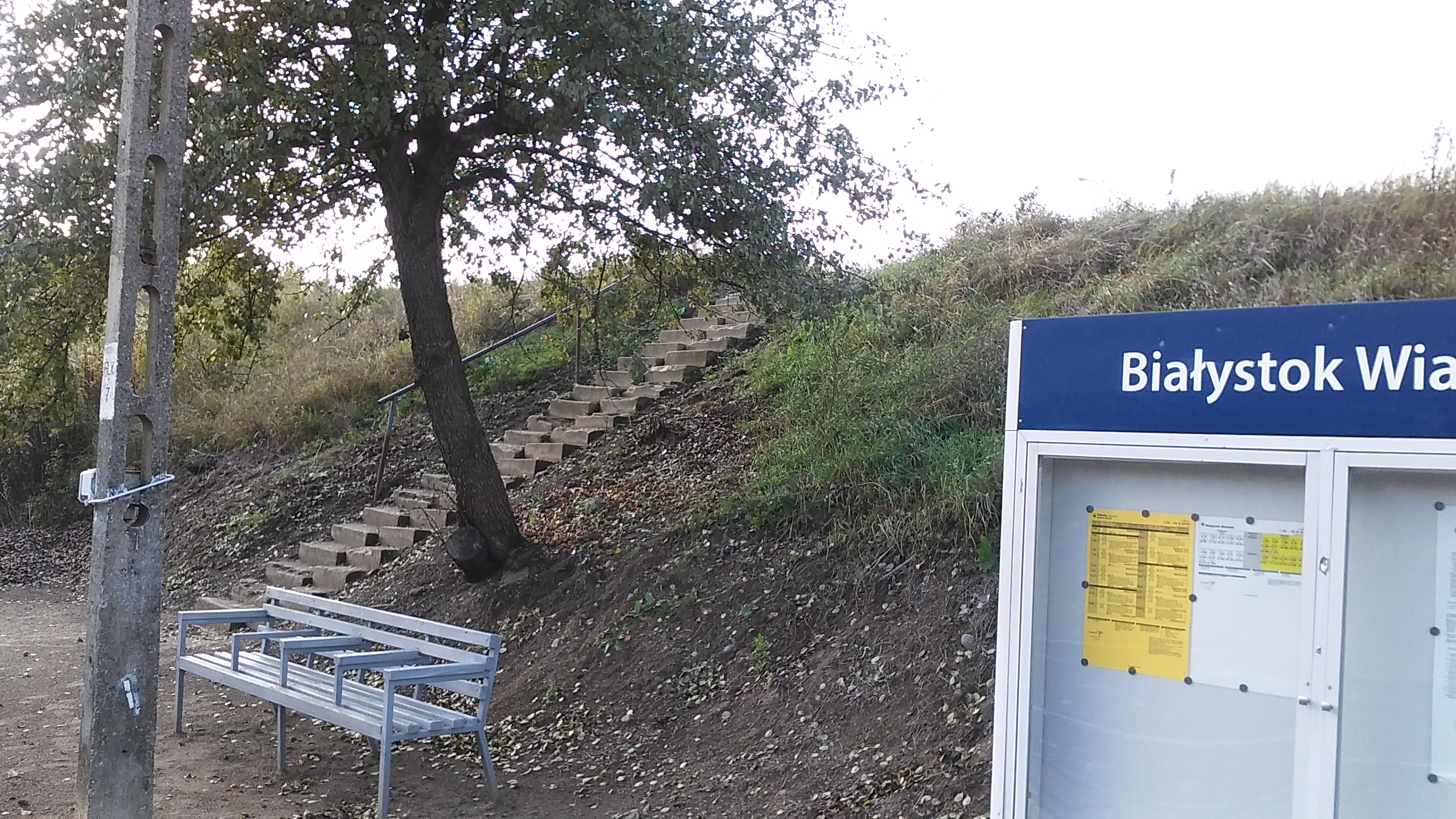
Dojście do peronu 2 (2019)

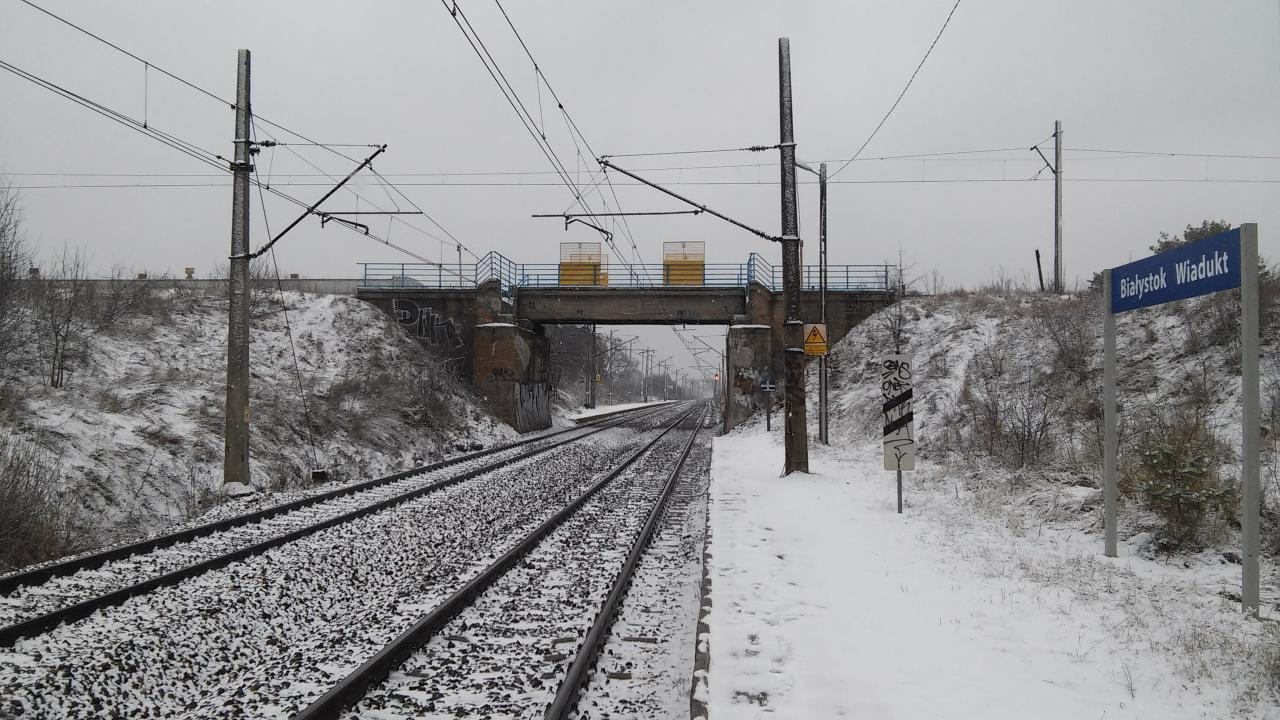
Peron 1 zimą (2015)

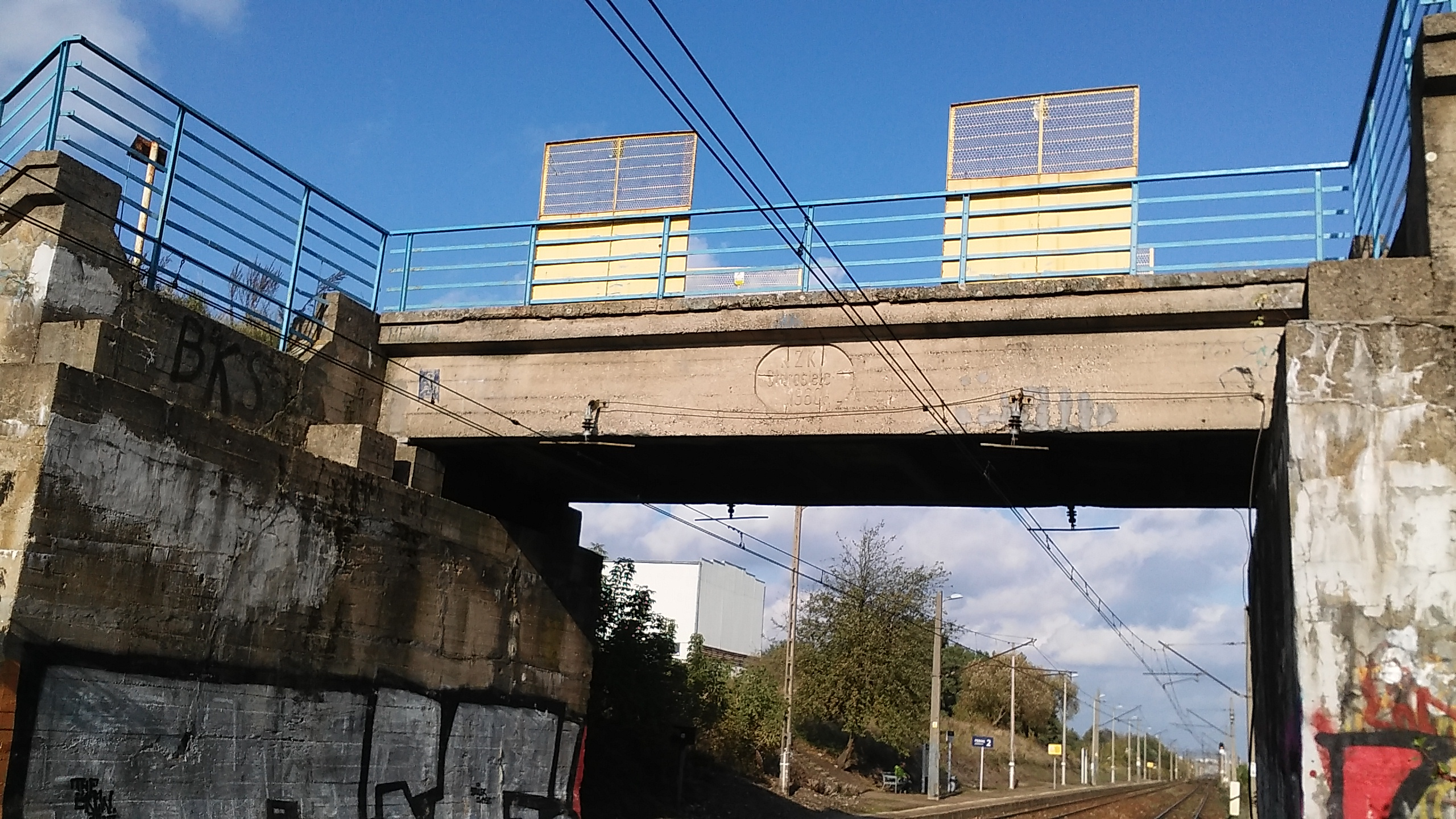
Wiadukt linii 515 od którego nazwano przystanek (2019)

Białystok Wiadukt – dawny przystanek osobowy znajdujący się na obrzeżach Białegostoku, posiadał dwa perony boczne naprzemianległe o długości 220 metrów. Przy krańcach peronów znajduje się wiadukt linii kolejowej nr 515. Przystanek zamknięto 29 stycznia 2023 roku, następnie został fizycznie zlikwidowany.  

## Połączenia
We wcześniejszych latach z przystanku były dostępne także dalsze relacje bezpośrednie takie jak Warszawa Wileńska, Warszawa Zachodnia, Małkinia czy Ełk.
Przystanek objęty był ofertą taryfową "Bilet miejski".

## Ruch pasażerski[7]
| Rok  | Wymiana pasażerska na dobę |
| ---- | -------------------------- |
| 2017 | 20-49                      |
| 2018 | 20-49                      |
| 2019 | 20-49                      |
| 2020 | 10-19                      |
| 2021 | 10-19                      |
| 2022 | 10-19                      |
| 2023 | 0-9                        |